# Bujeo

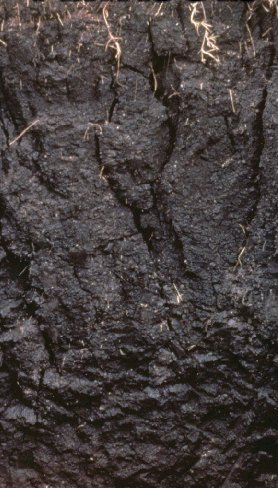
Perfil de una tierra de bujeo.

El bujeo o tierras negras en un término agronómico utilizado para denominar a los vertisoles que son los típicos suelos de cultivo de secano de la campiña andaluza, fundamentalmente la zona del valle del Guadalquivir. Antiguamente se denominaba "buhedo".

## Características
Son suelos de un color que va desde el pardo amarillento a pardo gris oliva y de un gris oscuro a prácticamente negro, en función de su composición. Una de sus principales peculiaridades es su estructura columnar y su fuerte y profundo agrietamiento en estado seco al tratarse de materiales ricos en arcillas expansivas.
La textura es de limo-arcillosa a arcillosa. Su pH oscila de neutro a moderadamente alcalino y su contenido en materia orgánica es generalmente bajo, de forma que no suele superar el 1,5% y suelen tener aproximadamente 15% de carbonato cálcico.
Se originan sobre margas del terciario y también sobre areniscas y calizas, localizados en zonas cóncavas o de pendiente nula, lo que hace de las tierras de bujeo suelos profundos y con buenas condiciones agronómicas.
No obstante sus propiedades físicas son pésimas. El bujeo es un suelo pesado, difícil de trabajar, de permeabilidad baja y drenaje malo, siendo un suelo malo en condiciones de escasa precipitación o el caso contrario, provocando agrietamientos o encharcamiento respectivamente.
En su mayoría se dedican a cultivos herbáceos de secano, principalmente trigo duro y girasol, con rotación característica en las campiñas andaluzas. Los cultivos proporcionan rendimientos muy elevados, sometidos a un nivel de manejo adecuado y precipitaciones adecuadas. En trigo duro pueden llegar hasta los 5.000 kg/ha y en girasol hasta los 1.500 kg/ha. 
Las tierras de bujeo constituyen gran parte del sistema de tierras denominado «Vega de Carmona». Son también abundantes en los términos de Écija, Lebrija, Marchena, Paradas, Arahal, los Molares y Cabezas de S. Juan. También existen pequeñas áreas en la mitad sur de la provincia.